# Estadi Örjans Vall
L'Estadi Örjans Vall és un estadi de futbol de la ciutat de Halmstad, a Suècia.
L'estadi fou inaugurat amb el nom Halmstads Idrottsplats el 30 de juliol de 1922. Té una capacitat per a 11.100 espectadors. Va ser seu de la Copa del Món de Futbol de 1958.

## Referències

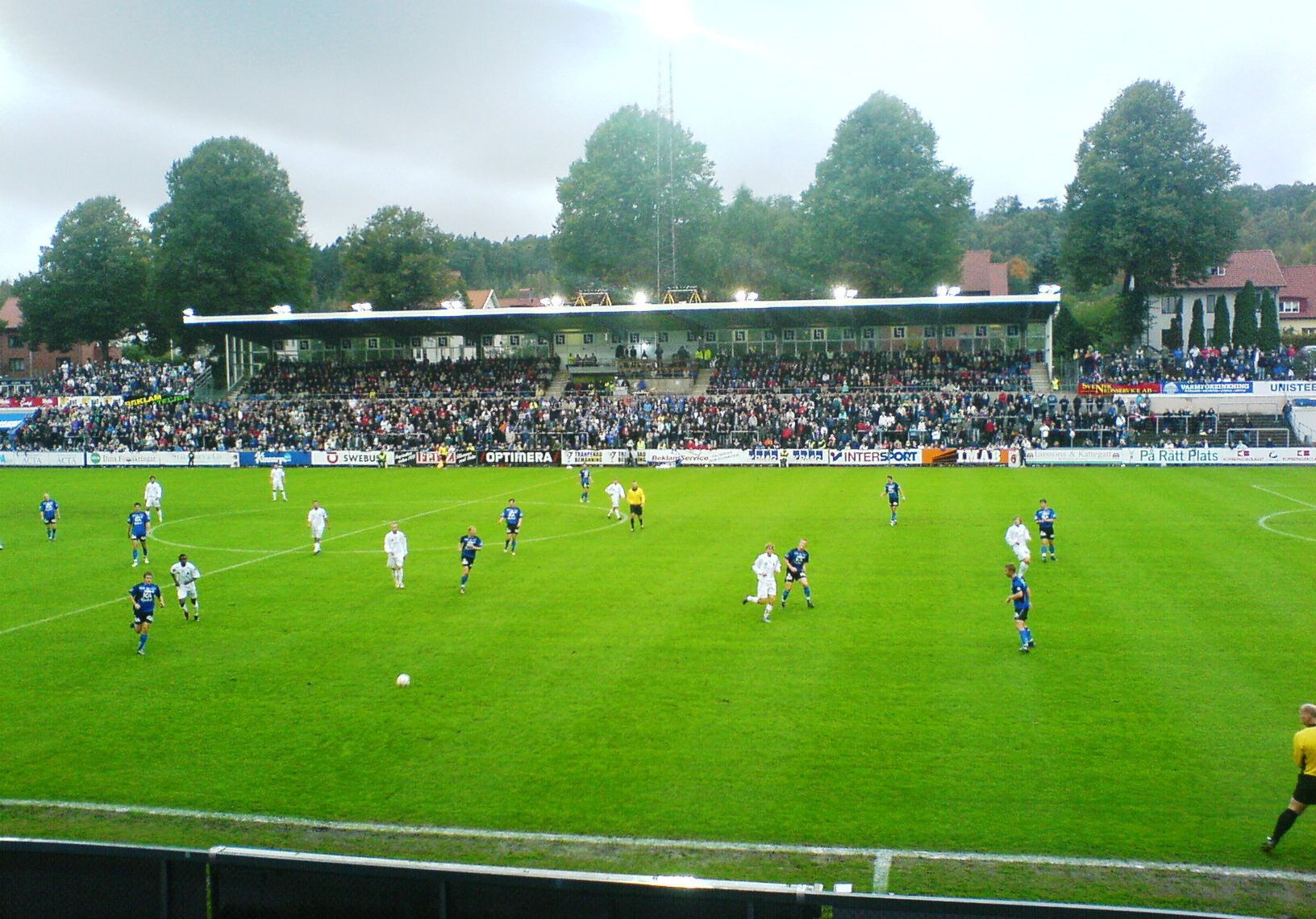
Partit entre Gefle IF i Halmstads BK.